# Rat u Afganistanu (2001. – 2021.)
Rat u Afganistanu, koji je započeo 7. listopada 2001., pokrenule su Sjedinjene Države i Velika Britanija kao odgovor na napad 11. rujna 2001. To je bio početak rata protiv terorizma. Cilj invazije je bilo uhvatiti Osamu bin Ladena, uništiti al-Qaedu i ukloniti talibanski režim koji je pružao potporu i sigurno utočište za al-Qaedu.
Dvije vojne operacije u Afganistanu nastoje uspostaviti kontrolu nad zemljom. 
Operacija Vječna sloboda (Operation Enduring Freedom, OEF) je borbena operacija koja uključuje koalicijske partnere predvođeni Sjedinjenim Američkim Državama protiv ostataka al-Qaede, prije svega u istočnim i južnim dijelovima zemlje uz pakistansku granicu. OEF nije NATO-ova operacija, iako su mnogi koalicijski partneri pripadnici NATO-a. Oko 20.000 vojnika sudjeluje u OEF, uključujući oko 18.000 američkih snaga. 
Druga operacija je Internacionalna sigurnosna potporna snaga (ISAF), osnovana od strane međunarodne zajednice 2002. za stabilizaciju zemlje. NATO je preuzeo kontrolu nad ISAF-om 2003. Do svibnja 2008., ISAF je imao procijenjenih 47.000 vojnika iz 40 zemalja, s tim da članice NATO-a čine osnovnu snagu. Sjedinjene Američke Države imaju oko 17.000 vojnika u ISAF-u.
SAD i Velika Britanija su vodile zračne bombaške napade udružene s kopnenom vojskom koju su činile prije svega snage afganistanskog Sjevernog saveza. 2002. u rat je uključeno američko, britansko i kanadsko pješaštvo zajedno sa specijalnim snagama iz nekoliko država saveznica. Kasnije su se pridružile i NATO-ve trupe.
Operacija Vječna sloboda u Afganistanu, što je zajednička američka i afganistanska operacija, s učešćem i nekih drugih nacija, odvojena je od ISAF-a, koja je operacija NATO-vih članica uključujući i SAD. SAD tako obje operacije izvoditi paralelno.
Inicijalni napad je svrgnuo Talibane s vlasti, ali su talibanske snage nakon toga ponovno ojačale. Rat je manje uspješan u postizanja cilja ograničivanja al-Qaede, a od 2006. Afganistan postaje nestabilniji zbog talibanskih pobunjeničkih aktivnosti, rasta ilegalne proizvodnje droge te krhke vlasti koja ima ograničenu kontrolu izvan Kabula.
28. prosinca 2014., NATO je formalno završio svoje borbene operacije u Afganistanu te je prepustio punu sigurnosnu odgovornost afganistanskoj vladi, kroz ceremoniju u Kabulu.

## Događaji prije napada 2001.
Od svibnja 1996., Osama bin Laden živi u Afganistanu zajedno s drugim pripadnicima al-Qaede te vodi terorističke kampove za obuku u labavom savezu s Talibanima. Nakon što su američka veleposlanstva u Keniji i Tanzaniji 1998. bile bombardirane, SAD je vojno pokrenuo akciju raketiranja terorističkih kampova u Afganistanu radi ograničavanja njihova rada.
Vijeće sigurnosti UN-a je 1999. i 2000. izdalo Rezolucije 1267 i 1333 usmjerene prema talibanskom režimu koje su omogućile financijske i vojne materijalne sankcije s namjerom da se Bin Ladena izruči i da mu se sudi za smrtonosno bombardiranje dvaju veleposlanstava SAD-a Africi u kolovozu 1998. te da zatvore terorističke kampove za obuku.

## Napadi 11. rujna 2001. na SAD
Šest dana poslije događaja 11. rujna 2001., američki predsjednik George W. Bush osumnjičio je Osamu bin Ladena kao odgovornog za napade. Smatrao je da se Osama bin Laden u to vrijeme nalazi u Afganistanu. 
20. rujna 2001. predsjednik Bush je izdao ultimatum pri čemu od talibanske vlade zahtjeva da se:
- vođe al-Qaede koji se nalaze u Afganistan izruče SAD-u
- oslobode svi zatvorenih stranih državljana, uključujući i američke državljane
- zaštite strani novinari, diplomati i pomoćni radnici u Afganistanu
- zatvore teroristički kampovi za obuku u Afganistanu i predaju svakog terorista i njihove pomoćnike odgovarajućim vlastima
- daju Sjedinjenim Državama puni pristup terorističkim kampovima za obuku kako bi provjerili njihovo zatvaranje

"Oni će predati teroriste ili će se prepustiti svojoj sudbini", rekao je Bush. Nikakve posebnosti nema u prijetnji, iako se u sljedećoj izjavi predlaže vojna akcija: "Naš rat protiv terora počinje s al-Qaedom, ali tamo ne završava." Talibanska vlada je odgovorila preko njihovih veleposlanstava u Pakistanu, da ne postoje dokazi koji bi povezali bin Ladena s napadima 11. rujna. Također su naglasili da je bin Laden bio gost u njihovoj zemlji, a paštunski kodeks ponašanja zahtijevaju da gosti dobiju gostoprimstvo i azil.
22. rujna 2001. Ujedinjeni Arapski Emirati i, sljedećeg dana, Saudijska Arabija su povukle svoje priznanje talibanskog režima kao legitimne vlasti u Afganistanu, pri čemu je susjedni Pakistan ostao jedina preostala zemlja s diplomatskim odnosima s Afganistanom.
7. listopada 2001. pred početak vojnih neprijateljstava, Talibani su ponudili da bin Ladena u Afganistanu odvedu pred jedan islamski sud. Ovu ponudu SAD je odbio te je bombardiranje ciljeva u Afganistanu američkim i britanskim snagama započelo isti dan. 
14. listopada 2001. odnosno sedmog dana američkog i britanskog bombardiranja, Talibani su se ponudili predati Osamu bin Ladena nekoj trećoj zemlji u kojoj će mu se suditi, ako bombardiranje prestane te su iznijeli dokaz da je on imao udjela u napadima 11. rujna. Ponudu je opet odbacio američki predsjednik Bush, koji je izjavio: "Nema potrebe za raspravom o nevinosti ili krivnji. Znamo da je kriv."
Vijeće sigurnosti Ujedinjenih naroda nije ovlastilo SAD da predvodi vojnu akciju u Afganistanu (Operacija trajna sloboda). Vodilo se nekoliko rasprava o tome hoće li Vijeće sigurnosti treba dati SAD-u autorizaciju, vrteći se oko pitanja je li invazija akt kolektivne samoobrane u skladu s člankom 51 Povelje UN-a ili je akt agresije.
Također, administracija SAD-a nije službeno proglasila rat i nije obilježila talibanske vojnike i pristalice terorista kao vojnike čime bi im se uskartila zaštita Ženevskom konvencijom i svega što im pravno pripada. To je prošlo na Vrhovnom sudu SAD-a [29], a o tome su raspravljali čak i vojni odvjetnici odgovorni za sudsko gonjenje pogođenih zatvorenika.
20. prosinca 2001. Vijeće sigurnosti Ujedinjenih naroda je podržalo stvaranje International Security Assistance Force (ISAF) s ovlastima da poduzme sve potrebne mjere čime bi ispunio svoj mandat pomažući privremenim afganistanskim vlastima u održanju sigurnosti. Zapovjedništvo nad ISAF-om je 11. kolovoza 2003. preuzeo NATO savez.

## Početak napada na Afganistan 2001.
7. listopada 2001. počeli su napadi na Kabul gdje je prekinuta opskrba električnom energijom zatim na zračnu luku i vojni centar u Kandaharu gdje se nalazio vrhovni talibanski vođa Mullah Omar te na grad Jalalabad. U 17:00 UTC, predsjednik Bush je potvrdio napade na nacionalnoj televiziji, a britanski premijer Tony Blair se obratio javnosti u Velikoj Britaniji. Bush je izjavio da će hrana, lijekovi i druga pomagala biti bačena "gladnim i napaćenim ljudima, ženama i djeci u Afganistanu " za vrijeme napada na područja obuke talibanske vojske i terorista.
Ekskluzivnu snimku bombardiranja Kabula objavio je CNN i prenio drugim američkim postajama u otprilike 17:08 7. listopada 2001. U napadu je korišten različit broj tehnoloških stvari. Načelnik Združenog stožera američkih snaga general Richard Myers izjavio je da su američke i britanske podmornice i brodovi ispalili oko 50 Tomahawk raketa, izvedeno je 25 zračnih napada s američkih nosača zrakoplova, USS Carl Vinson i USS Enterprise te je u prvom valu bilo uključeno 15 bombardera, kao što su B-1 Lancer, B-2 Spirit, B-52 Stratofortress lansiranih s atola Diego Garcia. Dva teretna zrakoplova C-17 Globemaster korišteni su kako bi zračnim desantom pružili 37,500 dnevnih obroka izbjeglicama u Afganistanu na prvi dan napada.
Unaprijed snimljena videovrpca Osame bin Ladena je bila objavljena prije napada u kojoj je osudio napade na Afganistan. Arapska satelitska informativna televizija, Al Jazeera, izvijestila je da su te kazete primili malo prije napada. Na toj snimci bin Laden tvrdi da Sjedinjene Države neće uspjeti u Afganistanu i da će onda pasti, kao što je pao i Sovjetski Savez te je pozvao na džihad protiv SAD-a.

### Početni napadi iz zraka
Bombarderi na velikim visinama izvan dometa protuzračne vatre bombardirali su al-Qaedine kampove za obuku i talibansku zračnu obranu. Tijekom početnog napada koji je prethodnio stvarnom napadu, postojale su špekulacije u medijima da Talibani mogu pokušati iskoristiti protuzračne rakete koje su izgradili Amerikanci koje su bile pogubne za sovjetske helikoptere tijekom sovjetske okupacije u osamdesetim godinama 20. stoljeća. Ako je bilo koji od tih projektila postojao u vrijeme u zračnog napada, oni nisu nikad iskorišteni i SAD nije izgubio niti jedan zrakoplov u neprijateljskoj vatri. Talibani svojim protuzračnim oružjem nisu mogli puno toga učiniti, oslanjajući se uglavnom na oružje iz doba sovjetske invazije. Američko zrakoplovstvo, uključujući i jurišne helikoptere Apache, bilo je tijekom napada bez gubitaka.
Na početku su napadi bili usmjereni na područje oko gradova Kabula, Jalalabada i Kandahara. U roku od nekoliko dana, većina al-Qaedinih mjesta za obuku su teško oštećena i talibanska zračna obrana je bila uništena. Pohod je zatim fokusiran na zapovjedne, kontrolne i komunikacijske ciljeve koji su oslabili mogućnost komunikacije među Talibanima. Međutim, crta koju je čuvao afganistanski Sjeverni savez je održana i vidljivi uspjesi na tom bojištu još se nisu dogodili. Dva tjedna u ratnoj kampanji, Sjeverni savez je zahtijevao da se zračni pohod mora više usredotočiti na prvim crtama fronte. Kako je rat dugo trajao, u pogođenim područjima povećavao se i broj civilnih žrtava. U međuvremenu je tisuće paštunskih militanata iz Pakistana došlo u zemlju ojačati Talibane protiv snaga vođenih SAD-om. 
Sljedeća faza pohoda je počela s borbenim zrakoplovima F/A-18 Hornet koji su gađali talibanska vozila u točno određenim napadima, dok su drugi američki zrakoplovi počeli grupna bombardiranja na talibansku obranu. Sada su zapovjednici Sjevernog saveza po prvi put vidjeli ozbiljne rezultate kojima su se nadali na crtama bojišnice. Talibanska su se uporišta pod pritiskom zračnih napada počela raspadati. Američke specijalne snage su tada pokrenule odvažan prodor duboko u talibanski teritorij prema Kandaharu pri čemu su napali i jedno Mullah Omarove postrojenje. Međutim, tijek pohoda je tekao vrlo sporo.